# Toropsis balli
Toropsis balli är en insektsart som beskrevs av George Willis Kirkaldy 1907. Toropsis balli ingår i släktet Toropsis och familjen dvärgstritar. Inga underarter finns listade i Catalogue of Life.